# George Clayton Johnson
George Clayton Johnson (Cheyenne, 10 luglio 1929 – Los Angeles, 25 dicembre 2015) è stato uno scrittore e sceneggiatore statunitense.

## Biografia
Autore di soggetti per il cinema e la televisione, si ricordano le sue collaborazioni alla serie televisiva di Rod Serling, Ai confini della realtà e alla prima stagione di Star Trek, per cui scrisse il 5º episodio, Trappola umana. Ha inoltre scritto i soggetti per i film Colpo grosso e per il suo remake Ocean's Eleven - Fate il vostro gioco, nonché le prime puntate della serie televisiva Star Trek.
Dal suo romanzo La fuga di Logan (Logan's Run, 1967), scritto con William Francis Nolan, vennero tratti l'omonimo film, considerato uno dei classici del cinema di fantascienza, e una serie televisiva.

## Filmografia

### Attore
- L'odio esplode a Dallas (The Intruder), regia di Roger Corman (1962)
- Her Morbid Desires, regia di Edward L. Plumb, episodio del film The Boneyard Collection (2008)
- Crustacean, regia di L.J. Dopp (2009)
- Saint Bernard, regia di Gabriel Bartalos (2013)

### Sceneggiatore o soggettista

#### Cinema
- Colpo grosso (Ocean's Eleven), regia di Lewis Milestone (1960)
- La fuga di Logan (1976)
- Ai confini della realtà (The Twilight Zone) (1983)
- Ocean's Eleven - Fate il vostro gioco (2001)
- Ocean's Twelve (2004)
- Ocean's Thirteen (2007)
- Ocean's 8 (2018)

#### Televisione
- Ai confini della realtà (The Twilight Zone) - serie TV (1961)
- Star Trek - serie TV (1966)

## Libri
- La fuga di Logan, 1967
- Trilogia di Logan, 1986
- Twilight Zone, 1996
- A Game of Pool, 2002
- A Penny for your Thougths, 2004